# Házi nyúl
A házi nyúl (Oryctolagus cuniculus var. domestica) az emlősök osztályának a nyúlalakúak (Lagomorpha) rendjébe, ezen belül a nyúlfélék (Leporidae) családjába tartozó faj, az európai üregi nyúl háziasított változata. A házi nyulat haszonállatként elsősorban húsa miatt tartják, emellett prém-, hobbi- és labornyúl tenyésztés is folyik. Házi kedvencként a törpe fajták terjedtek el, de erősen terjedőben van a különleges színezetű vagy extrém küllemi jegyekkel (pl. hosszú szőr, nagy test, igen hosszú, vagy lógó fülek, különleges színezet) bíró fajták társ- vagy díszállatként való tartása is.

## A nyúl háziasítása
A házi nyúl háziasítása (domesztikálása) már az ókorban elkezdődött, bár egészen egyértelműen csak a 14. században lehet erre bizonyítékot találni. Az üregi nyúl, házi nyulaink őse Észak-Afrikában és az Ibériai-félszigeten volt őshonos, elterjedését nagymértékben emberi beavatkozásnak köszönheti. Az ókori Egyiptomból fennmaradt falfestményeken rabszolgák áldozati állatokat, közöttük hosszú fülű nyulakat is szállítottak. Feltevések szerint az ókori Egyiptomban nagy számban, szakrális (vallási) célból tartott húsevő állatokat a szapora nyulak húsával is táplálták. A nyulak húsát természetesen az ember is szívesen fogyasztotta.

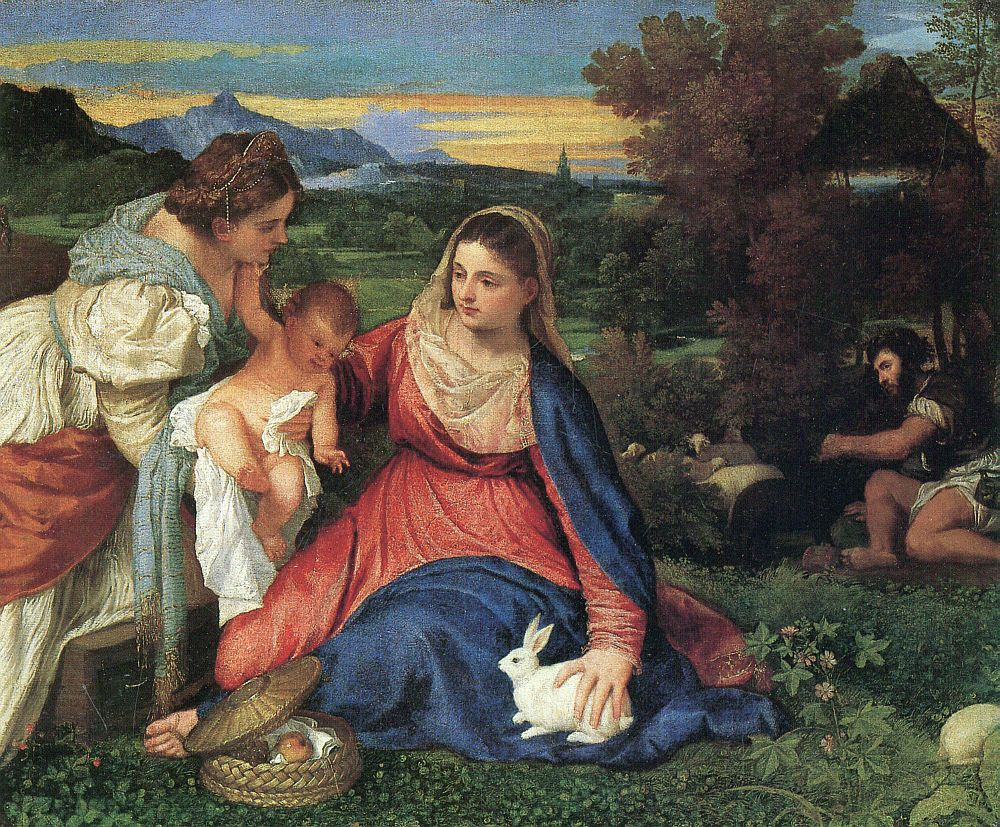
Tiziano: A Madonna és a nyúl (1530)

A nyulat az Ószövetségben Mózes a tenyésztett állatok között említi, de húsának fogyasztását tiltja. Annál jobban kedvelték az ókori Rómában, ahol a frissen született nyúl húsa különleges csemegének számított. Hatalmas, falakkal körülvett kertekben, az ún. leporáriumokban tenyésztették a nyulakat. Az esetleges kiszökéseket nem tudták kivédeni, így az állatok mindenhol elterjedtek Európában, az egész római birodalom területén.
A középkorban a nemesi kastélyok kertjeiben, vadaskertekben éppen úgy megtalálhatóak voltak a nyulak, mint a szerzetesek kolostoraiban. A tartási körülmények és a felhasználás alapvetően nem változott: a szerzetesek böjtös eledelként fogyasztották a rómaiak csemegéjét. Ekkoriban kezdődött a házi nyulak fajtáinak kialakulása. Angliából igen nagy testű, lógó fülű „istállónyulakról” érkezik hír, Flandria szintén nagy testű nyuláról, a 12 kg-ot is elérő Angevinről híres.
Délkelet-Ázsia (Thaiföld) kolostoraiban „ezüstszínű” nyulakat tenyésztenek buddhista szerzetesek. A nyulak már nem mentek különlegességszámba: megjelentek a szegényebb családok, a köznép vidéki istállóiban, portáin is. A városiasodás egész folyamata alatt és az Európán kívüli földrészek gyarmatosítása során az emberek magukkal vitték a kis helyen is tartható, olcsón takarmányozható nyulaikat élelemforrásként, de állatszeretetből is.
A 19. században a tenyésztési kedv magasra csapott a nyúltartók köreiben. A már meglevő különféle típusú nyulakból és a spontánul jelentkező küllemileg elváltozott (lógó fül, hosszú vagy rövid szőr stb.) nyulakból fajták sokaságát tenyésztették ki: óriásnyulakat, törpenyulakat, különleges egyedi rajzolatos (foltos) nyulakat, lógó fülű, azaz kosorrú nyulakat, bársonyos, a normálisnál rövidebb szőrű (rex) nyulakat, hosszúszőrű nyulakat (angóranyúl, rókanyúl) és még folytathatnám. A legtöbb nyúlfajta tenyésztése húshasznúnak indult. Napjainkban ez a folyamat- az új fajták kitenyésztése – tovább folytatódik. Mivel a haszon (hús) nyulak csaknem kizárólag hibridek, így a haszonnyúltenyésztők manapság vagy hibridalapanyagot állítanak elő bizonyos fajták tenyésztésével, vagy magukat a hibrideket szaporítják tovább.
Sokkal népszerűbb azonban a nyulak sport (kiállítási)- és hobbi- (kedvenc-) célra történő tenyésztése.

## A házi nyúlról általánosságban

### Megjelenése
A házi nyúl, ősével az üregi nyúllal együtt a nyúlalakúak rendjébe tartozik. A mezei nyúltól való faji elkülönülés egyik bizonyítéka, hogy az üregi nyúl és így a házi nyúl is, 4 metszőfoggal rendelkezik, míg a mezei nyúl egy párral. A faji elkülönülésnek más bizonyítéka is van, így a kromoszómaszám 22 pár, a házi nyúlnál, míg a mezeinél 24 pár. Kizárólag növényevő, rágóizmaik igen fejlettek, fogaik pedig folyamatosan nőnek, ezért állandóan koptatniuk kell.
A kifejlett házi nyúl tömege 1,5 kg-nál kezdődik, a legnehezebb óriásnyulak viszont akár elérhetik a 12 kg-ot is. A test hossza 30–70 cm között változhat. A házi nyúl testfelépítése, mint a legtöbb emlősállatnál, fejre, törzsre és végtagokra tagolódik. A fej tojásdad, jellegzetes hosszú fülekkel, amelyek nagyon fontosak az állat hőháztartására nézve, mivel a nyulaknak igen kevés verejtékmirigyük van, ezért aztán a fülükön keresztül adják le a felesleges hőmennyiséget. Hallásuk igen jó, ezért egymás között az emberek számára nem, vagy csak alig hallható hangokkal kommunikálnak.
A fej erőteljes, a homlok domború. A bak (hím) nyulak feje erőteljesebb, „burkoltabb” lehet. Néhány törpenyulat, mint például a Holland „színes” törpenyúl, igen kicsi fülekre szelektáltak, a Kosorrú nyulaknak pedig fajtájukra jellemző, lógó fülük van. Az orrnyílások mellett tapintó „bajusz” szőrök találhatóak. A nyulak szeme viszonylag nagy, periférikus látásuk oldalra kiváló. Jellegzetesen hasadt „nyúlajkuk”, állandóan mozgó orrocskájuk egyedi és mulatságos látvány. Az orrmozgatás, szaknyelven orrjáték a szaglás elősegítésére, de kommunikációra is szolgál. A nyulak álla alatt található egy mirigy, amelynek váladékával megjelölik (álldörzsöléssel) a sajátjuknak ítélt dolgokat. Ez a szag az ember számára nem érzékelhető.
A nyulak nyaka igen rövid, szinte átmenet nélkül illeszkedik a törzshöz. A nyúl mellkasa széles és mély, a háta széles és jól izmolt, mely az ugráló helyváltoztatáshoz nélkülözhetetlen. A hát erősebben vagy gyengébben, de minden esetben ívelt. Az arányos törzs háromszor olyan hosszú, mint a nyúl szélessége, de itt is lehetnek kivételek. A nyúl hasa feszes, 3-4, ritkán 5 pár csecsbimbója van. A törzs rejti a belső, életfontosságú szervrendszereket: a keringési-, légzési-, emésztési- valamint a szaporító szervrendszereket.
A házi nyúl végtagjai, a mellső és a hátsó lábak jellegzetesen az ugráló helyváltoztatás céljára módosultak, szorosan a testhez simulnak. A mellső végtagok viszonylag rövidebbek, egyenesek, a nyúl testét a talaj fölé emelik. Egyéb ugró mozgással közlekedő állatfajokhoz képest (ugróegerek, kenguruk) viszonylag jól fejlettek. Ennek oka, hogy a nyulak ásnak és például tisztálkodásra is intenzíven használják mellső lábaikat.
A hátulsó végtagok nagy combizomfelülettel rendelkező, erős testrészek, összetéveszthetetlen faji bélyegei minden nyúlféle fajnak. Talpon járó állatok, a talajjal érintkező lábfelület megfelel az emberének. Rövid, inas, szikár alsó lábszár és erős combok alkotják a hátsó végtag többi részét. A végtagok rövid ujjakban és erős karmokban végződnek. A nyúl apró, bolyhos farka egyenes, általában a tomporához simul, mert fenntartva hordja. A nyúlkommunikációban játszik szerepet, például az udvarló baknyúl billegeti.

### Táplálkozása
A növényeket igen nehéz megemészteni, főleg a növényi sejtfalakat alkotó cellulózt, ezért a házi nyúlnak különleges "emésztőkészüléke" van. A nyulaknak a megevett táplálékot főleg a vakbelükben mikrobiális segítséggel kell lebontaniuk, így a gyomruk aránylag kicsi – itt történik a könnyen emészthető tápanyagok lebontása és felszívódása – a vakbelük jól fejlett. Viszont a vakbélből az alaposan megemésztett, vitaminokkal és fehérjékkel teli táplálék a vastagbelükbe kerül, majd távozik szervezetből. Ezt a nyúlnak újra el kell fogyasztania. Meg is teszi, általában az éjszakai órák valamelyikében, teljes nyugalom esetén. Ezt szaknyelven cökotrófiának nevezik.
A lágy bélsár szőlőfürtszerű, kicsi, lágy, a nyúl közvetlenül a végbeléből az ajkaival szedi ki és egészben nyeli le. Ez létfontosságú számára, a vitamin- ásványi anyag- és fehérjetartalom végett, e nélkül elpusztulna. A valódi bélsár a klasszikus, mindenki által ismert nyúlbogyó.
|  |  |  |

## Házi nyúl elnevezése ivar és életkor szerint
A kifejlett hímivarú nyúl neve baknyúl. A nőivarú kifejlett nyúl elnevezése nőstény, fialás után anyanyúl. A vemhes anyanyúl fialás vagy ellés során fiókákat hoz a világra, amelyek összessége az alom. A nyúlfiókák elnevezése a fészek elhagyása után szopós nyúl vagy kisnyúl, választás után választott nyúlról beszélünk. Ha a növendék tenyésztés céljából van nevelve, akkor tenyésznövendékről, ivar szerint elkülönítve növendék bak vagy növendék anya az állat elnevezése. Ha a növendék tartásának hizlalás a célja, akkor hízónyúlról beszélünk.

## A házi nyúl fajtáinak csoportosítása
A házi nyulak fajtáit szerte a világon számon tartják, küllemüket, fajtajegyeiket fajtaleírásokban, úgynevezett sztenderdekben rögzítik. A hivatalos nyúlkiállításokon ezek alapján dönti el a nyúl-küllembíró, hogy az adott nyúl mennyire felel meg a fajtaleírásnak, és ez alapján dönti el, milyen minősítést (megfelelő-jó-igen jó-kitűnő-kiváló), esetleg címet, díjat (fajtagyőztes) kaphat az állat.
Arra a kérdésre, hogy hány házi nyúlfajta létezik, nem lehet egyértelmű választ adni. Minden országban az illetékes nyulakkal (is) foglalkozó egyesület dönti el, melyek hazájukban az elismert fajták. Léteznek olyan esetek, ahol bizonyos frissen kitenyésztett fajtákat nem engednek kiállítani, a fajták száma meghaladhatja a 200-at is.
A nyúlfajták hasznosítási irány szerinti csoportosítása:
- hústermelő fajták
- prémtermelő fajták
- hús- és prémtermelő (kettős hasznosítású) fajták
- gyapjútermelő fajták
- sport- és hobbifajták

## Testnagyság szerinti csoportosítás

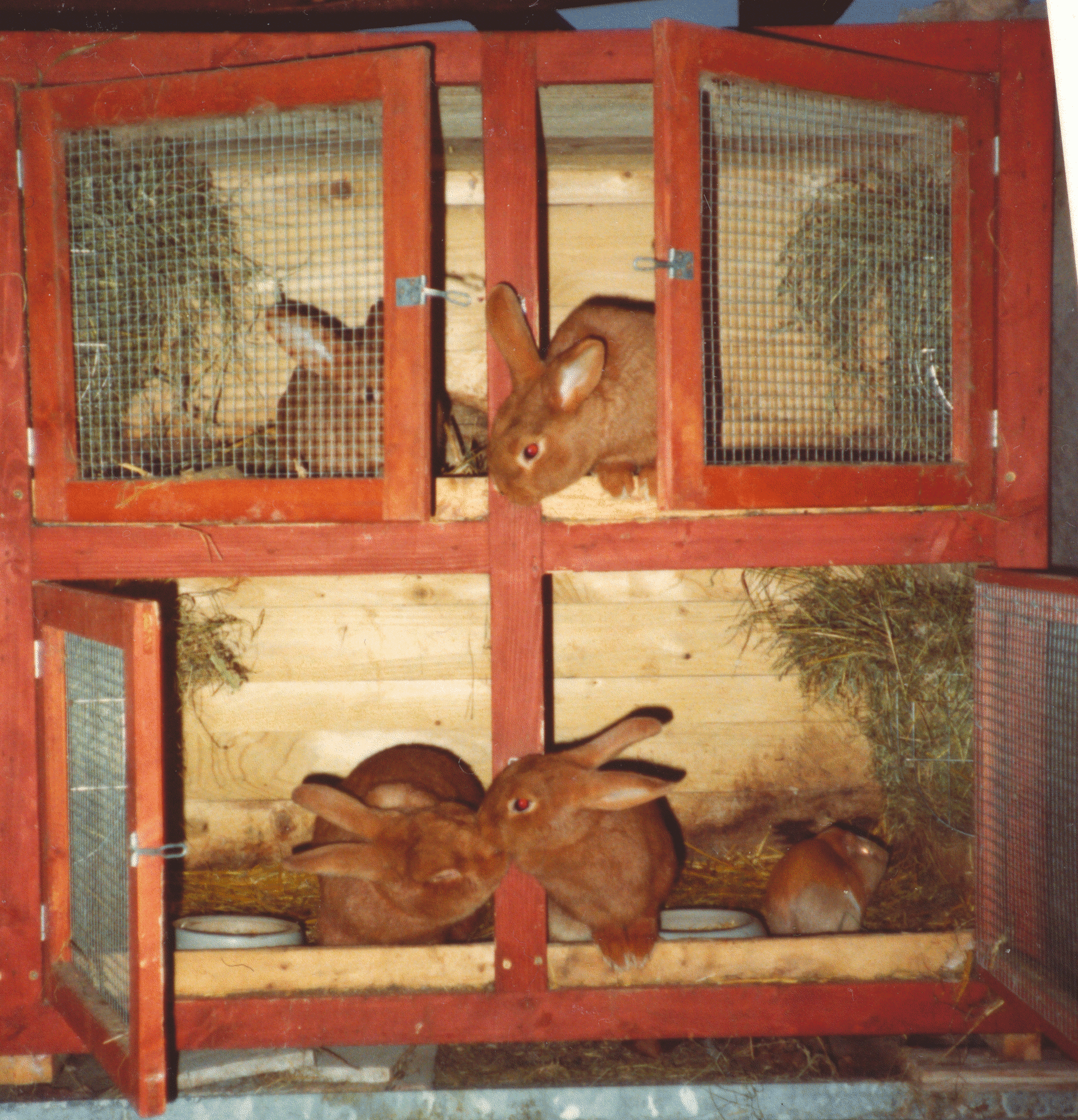
Vörös új-zélandi nyúlkommunikáció

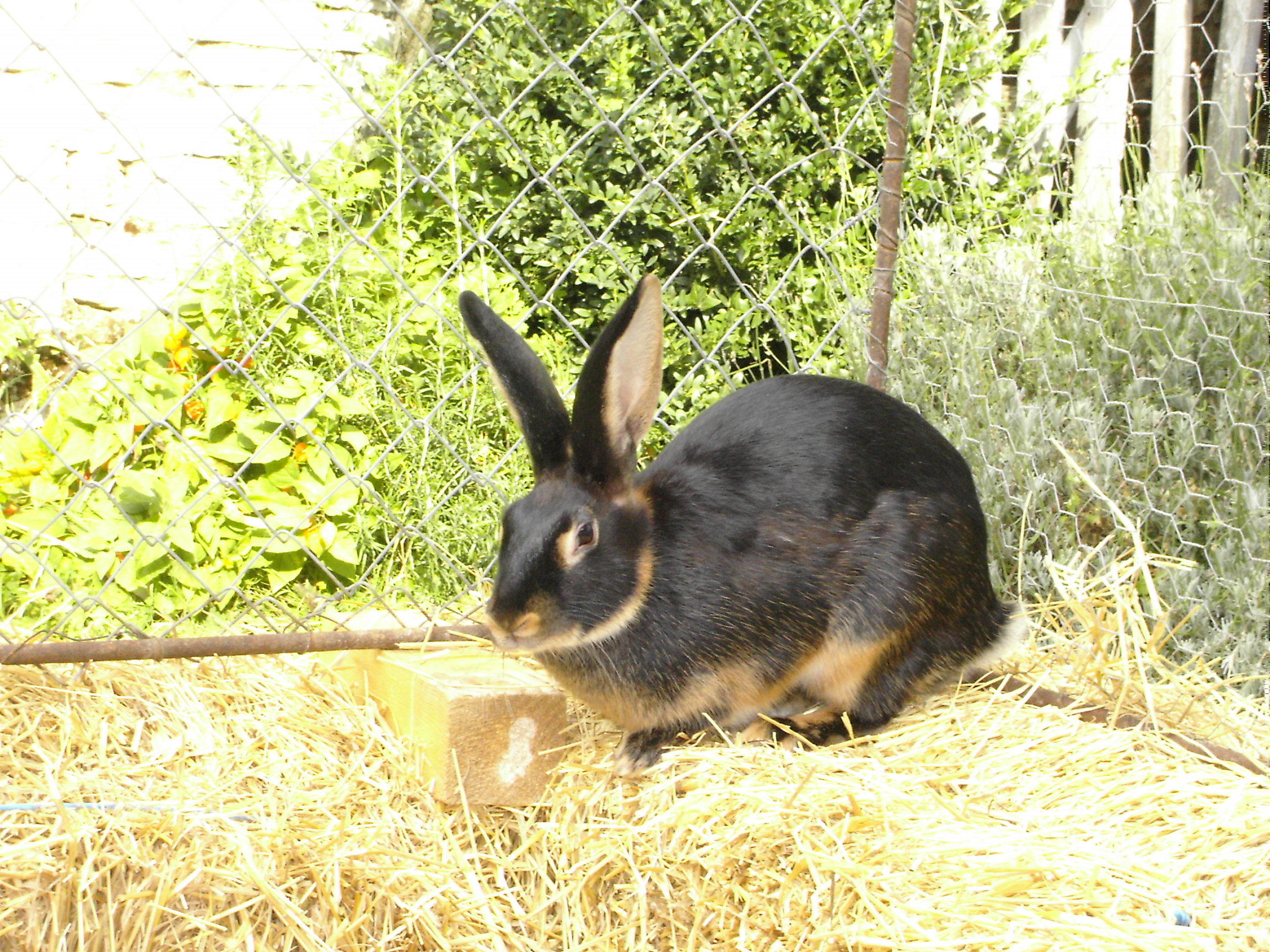
Fekete-cser nyúl

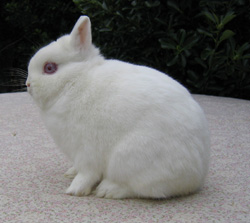
Hermelin törpenyúl

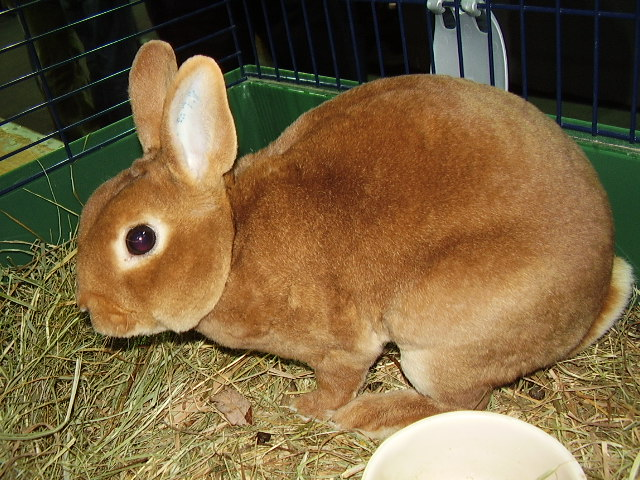
Törpe rex bak

- Óriásnyulak: 5, de inkább 5,5 kg tömeget meghaladó nyúlfajták
- Közepes testű nyulak: 3,5–5 kg-os testtömegű nyúlfajták
- Kistestű nyulak: 2–3,5 kg-os testtömegű nyúlfajták
- Törpenyulak: 0,9–2 kg testtömegű nyúlfajták

A legtöbb házi nyúlfajta vad őséhez hasonló állagú és hosszúságú szőrzetet visel, ezt nevezik „normál szőrzetnek”. De nem csak ilyenekből áll a nyúlvilág.

### Szőrzet minősége szerinti csoportosítás
- Normál szőrű fajták
- Hosszúszőrű fajták – angóranyúl, rókanyúl
- Rövidszőrű fajták – a bársonyszőrű rex nyulak

Mindkét csoportosítást együtt használják a kiállításokon, de általában a testsúly szerinti csoportosítás élvez előnyt.

## Nyúl-fajtacsoportok a kiállításon
A nyulak hivatalos kiállításain nehéz dolguk van a bírálóknak. A sokféle fajtaleírás megzavarhatja a legtapasztaltabb szakembert is. Így a bírálatnál egy új fajtacsoport-beosztás lép be, mindegyiknél meg van adva, hogy milyen tulajdonságokat vegyen elsődlegesen figyelembe, és mely tulajdonságokkal lehet kissé elnézőbb.

### Egyszínű nyúlfajták
Kissé becsapós, mert ide tartoznak az üreginyúl-ős sávozott szőrszálaival és annak változataival rendelkező nyulak is.
Viszont a fehér színű nyulak NEM ide nyertek besorolást.
Példafajták: óriásnyulak, bécsi kék és fekete nyúl, új-zélandi vörös nyúl, alaszka nyúl, nagy-és kis csincsilla nyúl, havanna nyúl, holland „színes” törpenyulak.

### Tarka nyúlfajták
Ide tartoznak azok a többszínű nyulak, melyek jellegzetes „jegyekkel” és színeloszlással rendelkeznek.
Példafajták: fehér hotot nyúl, kaliforniai nyúl, türingiai nyúl, csernyulak, orosz nyúl.

### Rajzolatos nyúlfajták
Ide is többszínű nyulak tartoznak, de a rajtuk elhelyezkedő színes foltok elhelyezkedését, egységes színét nagyon szigorúan bírálják el. Például az orron levő „lepke”-rajzolatnak szabályosnak kell lennie, a legkisebb eltérések is pontlevonást, sőt kizárást is jelenthetnek!
Példafajták: angol tarkanyúl, tarka óriásnyúl, holland tarkanyúl, japán tarkanyúl, háromszínű „dreifarben” nyúl.

### Ezüstözött vagy gyöngyözött nyúlfajták
Speciális színük miatt kerültek külön csoportba, és ezt a jellegzetes tulajdonságukat bírálják a legszigorúbban.
Példafajták: nagy ezüstnyúl, kis ezüstnyúl, gyöngymókus nyúl.

### Albínó és egyéb fehér színű nyulak
Idetartozik minden hófehér nyúl. Még a bécsi fehér nyúl is, pedig ez a fajta csak egy speciális génmódosulás miatt fehér színű, és a többi fajtával ellentétben a szemei kék színűek.
Példafajták: fehér óriásnyúl, új-zélandi fehér nyúl, hermelin törpenyúl, bécsi fehér nyúl.

### Speciális szőrzetű nyúlfajták
A nem normál szőrzettel rendelkező nyulak részére. Itt a szőrzet a bírálat legfontosabb része.
Példafajták:
- Normálisnál hosszabb szőrű nyúlfajták: angóranyulak (német, francia), rókanyulak (normál és törpe)
- Normálisnál rövidebb szőrű nyulak: rex nyúl, kis rex nyúl, törpe rex nyúl.
- Normálistól szőrzetfényességben eltérő nyulak: szatén nyúl.